# 六號鎮區 (內布拉斯加州華盛頓縣)
六號鎮區（英語：Township 6）是位於美國內布拉斯加州華盛頓縣的一個行政鎮區。

## 地方資料
六號鎮區的面積為296.04平方千米，當中陸地面積為295.13平方千米，而水域面積為0.90平方千米。根據2020年美國人口普查的數據，當地共有人口1638人，而人口密度為每平方千米5.53人。